# جون اوکانو
جون اوکانو (انگلیسی: Jun Okano؛ زادهٔ ۹ دسامبر ۱۹۹۷) بازیکن فوتبال اهل ژاپن است.
از باشگاه‌هایی که در آن بازی کرده‌است می‌توان به باشگاه فوتبال جف یونایتد ایچیهارا چیبا اشاره کرد.